# Melloconcha prensa
Melloconcha prensa är en snäckart som beskrevs av Tom Iredale 1944. Melloconcha prensa ingår i släktet Melloconcha och familjen Helicarionidae. Inga underarter finns listade i Catalogue of Life.